# Cristóbal Lozano
Cristóbal Lozano Sánchez, född den 26 december 1609 i Hellín, Albacete, död den 3 oktober 1667 i Toledo, var en spansk skald. 
Lozano, som var kaplan i Toledo, var av sin samtid högt uppburen för sina väl träffade tidsmålningar, som vittnar om livlig fantasi, god observation och mindre vanlig karakteristik. Lozanos språkbehandling var ett mönster av elegans för den dekadensperiod, som kännetecknade Filip IV:s tid. Hans mest populära arbeten är Soledades de la vida y desempanos del mundo, som inledde fem komedier på vers (Los amantes portugueses, En mujer venganza honrosa, Los trabajos de David, El estudiante de dia y galan de noche och Herodes Ascalonita), en samling av 13 romaner och berättelser under titel Las serafinas och Las persecusiones de Lucinda, vidare Los reyes nuevos de Toledo (1667), David perseguido y alivio de lastimados, ett slags romantiserad historia, och predikosamlingen El rey penitente David. Som förebilder hade Lozano dels Cervantes Novelas ejemplares, dels Boccaccios Decamerone. Han är intagen i Spanska akademiens Catálogo de autoridades de la lengua.